# 巴巴多斯大炮
巴巴多斯大炮是1965年在美国和加拿大军方支持下，由号称火炮怪才之称的加拿大人傑拉爾德·布爾博士主持建造，据说可以发射卫星的大炮，因其试验场位于加勒比海的巴巴多斯岛而得名。

## 历史
巴巴多斯大炮由加拿大火炮设计师傑拉爾德·布爾（Gerald Bull）牵头设计。早在1964年，他就设计过一种“超高效竖琴系统”。这种武器系统管筒长40米，口径1米，可把两吨的弹头射入低层地球轨道，凭借这一成就，布尔很快名声鹊起。
1965年，一位曾参与“巴黎大炮”计划的德国工程师的女儿悄悄来到蒙特利尔，专程拜访了布尔。在她的帮助下，布尔有了与美国和加拿大军方合作，重新研制超级巨炮的念头。美国和加拿大军方闻讯后，相继向他提出了合作意向，并给予全力支持。
不久，在美、加军方的大力支持下，布尔在加勒比海的巴巴多斯岛建立了一个试验场，项目代号为“高空飞行研究计划”（High Altitude Research Project (HARP)），这项研究的目的是验证通过大炮向太空发射卫星的可行性。
为了节约成本，布尔博士将两门16英寸战列舰主炮焊接起来，同时参考＂巴黎大炮＂的某些技术，最后制成了一门口径424毫米，长达36米的超级巨炮，并且使用了布尔博士设计的新型火箭增程弹，成功进行了试射。
实验数据表明，此炮可将90公斤重的弹丸发射到180公里的太空或者将100公斤的炮弹发射到4000公里远的地方，在世界上现存的可实用的巨型大炮中，巴巴多斯大炮凭借其超远的射程纪录保持至今，无人能及。

## 后续
尽管“巴巴多斯大炮”取得了很大成功，但由于火箭技术的高速发展，加拿大和美国军方对布尔博士的项目研究不再感兴趣，于1967年6月宣布终止“高空飞行研究计划”，但鉴于吉拉德·布尔所取得的杰出成就，加拿大政府授予他荣誉性极高的“麦克迪奖”。 

## 结局
尽管超级大炮计划受挫，但吉拉德·布尔对于超级火炮的热情丝毫不减，在长达几十年的时间里，到处为巨型大炮的设计奔走于世界各地，寻找买家。布尔博士在1980年代曾经到过中华人民共和国，并将巴巴多斯大炮的技术毫无保留的转让给了中国军方，但中国军方的对于超级大炮项目反应冷淡，反而对布尔博士带来的155毫米和203毫米战场压制火炮技术充满兴趣。
两伊战争结束后伊拉克总统萨达姆·侯赛因对布尔博士的超级大炮非常感兴趣，为此找到布尔士就超级大炮项目双方展开秘密合作，最终酝酿成后来的“巴比伦大炮”计划。